# Tadeusz Burzyński (męczennik)
Tadeusz Burzyński (ur. 8 października 1914 w Chruślinie, zm. 1 sierpnia 1944 w Warszawie) – Sługa Boży, męczennik, prezbiter, uczestnik powstania warszawskiego, drużynowy harcerski, członek AK.

## Życiorys
Pochodził z rodziny chłopskiej. Ucząc się w gimnazjum w Łowiczu był drużynowym harcerskim. Przedwojenne harcerstwo wychowało go w ideałach umiłowaniem wolności, patriotyzmem, służbą dla społeczeństwa i Bogu. Po ukończeniu gimnazjum w 1933 r. wstąpił do Wyższego Seminarium Duchownego w Łodzi, które ukończył przyjmując 21 sierpnia 1938 r. święcenia kapłańskie z rąk bp Włodzimierza Jasińskiego. Podczas studiów kontynuował swoją działalność harcerską w Harcerskim Kręgu Kleryckim w Łodzi. Po święceniach przeniósł się do Pęcherów i kontynuował studia na wydziale teologicznym Uniwersytetu Warszawskiego. W tym okresie pełnił obowiązki kapelana w Zgromadzeniu Sióstr Miłosierdzia św. Wincentego à Paulo. W lipcu 1944 r. skierowany został by zastąpić ks. Jana Zieję na stanowisku kapelana w warszawskim Domu SS Urszulanek Najświętszego Serca Jezusa Konającego. Będąc członkiem Armii Krajowej uczestniczył w powstaniu warszawskim jako kapelan. Został śmiertelnie ranny przy umierającym powstańcu po wysłuchaniu spowiedzi i udzieleniu sakramentu Eucharystii. Umierał w pełni świadomości modląc się:

Jezu, kocham Cię! Jezu, adoruję Cię!

Był pierwszym poległym w powstaniu duchownym. Przed śmiercią sakramentu namaszczenia udzielił ks.Tadeuszowi Burzyńskiemu salezjanin ks. Pisarski. Pośmiertnie odznaczony został Krzyżem Walecznych (rozkaz Komendy Okręgu Warszawskiego Armii Krajowej nr 23 z 27 sierpnia 1944 r.).
ks. Tadeusz Burzyński spoczął w rodzinnym grobie na cmentarzu w Chruślinie. 27 marca 2014 r. – po zezwoleniu udzielonym przez watykańską Kongregację Spraw Kanonizacyjnych – Komisja powołana przez Metropolitę Łódzkiego i Biskupa Łowickiego dokonała ekshumacji i rozpoznania doczesnych szczątków Sługi Bożego księdza Tadeusza Burzyńskiego. w 70 rocznicę wybuchu powstania warszawskiego ks. Tadeusz Burzyński spoczął w bazylice archikatedralnej w Łodzi.
Jest jednym z 122 sług Bożych, drugiej grupy męczenników z okresu II wojny światowej, których proces beatyfikacyjny rozpoczął się 17 września 2003 roku, a na etapie diecezjalnym toczy się w archidiecezji łódzkiej.